# Malattia di Blount
La malattia di Blount è un disturbo di crescita della tibia che provoca un varismo progressivo, cioè una deviazione dell'asse, dell'arto inferiore dei bambini.
Chiamato così da Walter Putnam Blount, che descrisse i primi casi, è anche detto tibia vara.

## Cause
La malattia di Blount può manifestarsi nei bambini piccoli (Blount o tibia vara infantile) e negli adolescenti (Blount dell'adolescenza). Le cause sono sconosciute, ma si ritiene che una delle cause sia l'effetto di un eccessivo peso corporeo sulla cartilagine di accrescimento.
La parte più interna della tibia, subito sotto il ginocchio, inizia a crescere in maniera alterata, provocando l'angolazione dell'osso.
A differenza del varismo fisiologico, in cui gli arti inferiori dei bambini (che hanno da poco iniziato a camminare) tendono a raddrizzarsi progressivamente, la malattia di Blount tende a peggiorare progressivamente.

## Sintomi
Incurvamento di uno o entrambi gli arti inferiori:
- rapidamente progressivo
- simmetrico o asimmetrico
- si verifica subito sotto il ginocchio
- si accompagna a torsione verso l'interno

## Diagnosi
La diagnosi differenziale è fondamentale, ed è basata sull'esame radiografico.

## Trattamento
Una volta posta diagnosi di malattia di Blount, il trattamento è chirurgico.
Esistono diverse tipologie di intervento, in base alla gravità del caso.

## Prognosi e complicanze
Le principali problematiche possono essere la recidiva, cioè il ripresentarsi della deformità, l'accorciamento dell'arto e le complicanze vascolari e neurologiche legate al trattamento.